# Gigi Vesigna
Gigi Vesigna (Milano, 8 febbraio 1932 – Milano, 28 febbraio 2015) è stato un giornalista italiano.

## Biografia
Figlio di un industriale di La Spezia e di una insegnante pugliese, trasferitisi nel capoluogo lombardo per lavoro, frequentò il Liceo Parini e scrisse i suoi primi articoli sul giornale scolastico La Zanzara (che molti anni più tardi, nel 1966, salì agli onori delle cronache del tempo per un processo provocato da un articolo sull'educazione sessuale). Appassionato di cinema, a diciotto anni vide pubblicato il suo primo articolo, sulla Settimana Radio Tv, che all'epoca era l'unico concorrente del Radiocorriere: si trattava di una recensione di un film di Mister Belvedere, un personaggio protagonista di film di successo.
Durante gli anni dell'università non interruppe l'attività giornalistica, scrivendo recensioni cinematografiche per Famiglia mese, inserto mensile di Famiglia Cristiana. Successivamente fu assunto dalla Settimana Radio Tv, sotto la direzione di Luciano Pedrocchi. Dopo alcuni anni diventò giornalista pubblicista. Amante anche della musica e in particolare del jazz, si avvicinò ai protagonisti del genere degli anni cinquanta e anni sessanta, come Franco Cerri. Divenuto giornalista professionista e assunto dalla Mondadori a Teletutto, dal 1961 iniziò a seguire l'edizione annuale del Festival di Sanremo, di cui diventerà uno dei giornalisti più esperti.
Durante gli anni dell'università non interruppe l'attività giornalistica, scrivendo recensioni cinematografiche per Famiglia mese, inserto mensile di Famiglia Cristiana. Successivamente fu assunto dalla Settimana Radio Tv, sotto la direzione di Luciano Pedrocchi. Dopo alcuni anni diventò giornalista pubblicista. Amante anche della musica e in particolare del jazz, si avvicinò ai protagonisti del genere degli anni cinquanta e anni sessanta, come Franco Cerri. Divenuto giornalista professionista e assunto dalla Mondadori a Teletutto, dal 1961 iniziò a seguire l'edizione annuale del Festival di Sanremo, di cui diventerà uno dei giornalisti più esperti.
Durante gli anni dell'università non interruppe l'attività giornalistica, scrivendo recensioni cinematografiche per Famiglia mese, inserto mensile di Famiglia Cristiana. Successivamente fu assunto dalla Settimana Radio Tv, sotto la direzione di Luciano Pedrocchi. Dopo alcuni anni diventò giornalista pubblicista. Amante anche della musica e in particolare del jazz, si avvicinò ai protagonisti del genere degli anni cinquanta e anni sessanta, come Franco Cerri. Divenuto giornalista professionista e assunto dalla Mondadori a Teletutto, dal 1961 iniziò a seguire l'edizione annuale del Festival di Sanremo, di cui diventerà uno dei giornalisti più esperti.
Nel marzo del 1973 Campi, editore del Barbanera, gli affidò la direzione di TV Sorrisi e Canzoni, incarico che manterrà fino all'agosto del 1994. Durante la sua direzione il settimanale raggiunse la vendita record di 3 300 000 copie. In contemporanea diresse anche il settimanale Noi, sul quale realizzò uno speciale a tre dimensioni del gennaio 1994, con Valeria Marini in 3D in copertina. Lasciò la guida di Sorrisi per divergenze con Franco Tatò, allora amministratore delegato Fininvest; al passaggio di consegne con Pierluigi Ronchetti, la rivista era ancora saldamente il primo settimanale italiano con 2 600 000 copie vendute.
Fondò Ciak, rivista dedicata al mondo del cinema, e diresse Forza Milan!, organo ufficiale del club rossonero. Nel 1995 fondò Il Telegiornale, quotidiano caratterizzato da una comunicazione sintetica ispirata a quella televisiva; la pubblicazione uscì solo per una trentina di numeri. Successivamente collaborò con le riviste Oggi e Famiglia Cristiana. Morì nel 2015 all'età di 83 anni.